# Центурія (громадська організація)
Центурія — українська молодіжна націоналістична військово-патріотична громадська організація, заснована у серпні 2020 року. Організація входить до складу Азовського руху і від заснування визначає себе групою організованої української молоді із світоглядними засадами Української Державності та Європейської традиції, пропагує ідеї національного патріотизму серед молоді та займається військово-спортивною, ідеологічною підготовкою та націоналістичним вихованням, зокрема, через навчання базовій медичній, тактичній та вогневій підготовки цивільних.
«Центурія» є частиною і молодіжним крилом 3-ї окремою штурмовою бригадою. Головою організації є Ігор Михайленко

## Історія
Громадська організація «Центурія» створена ветеранами полку «Азов» Національної гвардії України у серпні 2020 року, а її засновником став Ігор Михайленко (псевдо — «Черкас») як частина Азовського руху. За інформацією видання «Страна.ua», організація була створена на початку серпня 2020 року, але не пізніше 4 серпня 2020 року. Того ж року з'явилися осередки в Івано-Франківську та Чернігові.
На День Незалежності України 24 серпня 2020 року члени «Центурії» пікетували разом з іншими організаціями Офіс Президента України з вимогою звільнити підозрюваних у вбивстві журналіста Павла Шеремета Андрія Антоненка, Яну Дугарь та Юлію Кузьменко, а у вересні того ж року члени «Центурії» брали участь у низці політичних протестних акцій. На честь Дня пам'яті Героїв Крут у 2021 році у Вінниці члени «Центурії» разом з іншими організаціями провели смолоскипну ходу.
У ніч на 26 серпня 2020 року у Харкові було пошкоджено банер та адресні таблички офісу міської організації політичної партії «Опозиційна платформа — За життя», який був відкрито за день до того. На місці події були залишені наліпки із символікою громадської організації «Центурія».
Ще до початку широкомасштабного вторгнення Росії в Україні, що сталося у лютому 2022 року, «Центурія» втілювала ініціативу з вишколів цивільного населення в рамках кампанії «Не панікуй, готуйся». Так, у квітні 2021 року організація ініціювала проведення у Ніжині на Чернігівщині бойового вишколу.
З початком широкомасштабного вторгнення Росії в Україні у лютому 2022 року члени організації долучилися до захисту України, і, за інформацією Андрія Білецького, з близько 1100 членів організації 1040 долучилися до Сил оборони України. Станом на січень 2025 року сім членів організації отримали звання Героїв України. За словами Андрія Білецького, внесок членів «Центурії» є «окремою темою для аналізу». За словами начальника рекрутингу 3-ї окремої штурмової бригади Дмитра Кухарчука, члени «Центурії» стали кістяком 3-ї ОШБр, а на початку повномасштабного вторгнення Росії до України брали участь у боях за Гостомель, Горенці та Мощун, а також увійшли до складу спецпідрозділу «Kraken» Головного управління розвідки Міністерства оборони України та ТРО «Азов-Дніпро».
Згодом «Центурії» довелося відновлювати роботу організації з нуля, а члени організації продовжуються воювати у підрозділах Збройних сил України. Проводилося зголошення молоді в різних регіонах України, зокрема, в Житомирі, Тернополі, Хмельницькому, у Волинській області.
На початку літа 2023 року на околиці м. Києва «Центурія» провела турнір з боксу і ножового бою, присвячений пам'яті загиблих захисників України, а протягом літа того ж року організувала турнір «Іду на ви» із фрі-файту спільно із Всеукраїнською федерацією фрі-файту та Департаментом молоді та спорту Київської міської ради, що був присвячений пам'яті полеглих бійців 3-ї окремої штурмової бригади Збройних сил України.
У квітні 2024 року громадська організація «Центурія» спільно з із Всеукраїнською федерацією фрі-файту, та 3-ю окремою штурмовою бригадою організувала у Вінниці Чемпіонат України з фрі-файту серед юніорів та дорослих, а також відкритий турнір із фрі-файту серед юнаків. У квітні 2025 року в цьому ж місті «Центурія» спільно з фанатським об'єднанням «Спортовія» організувала мініфутбольний турнір. Всі ці заходи були присвячений пам'яті полеглого військовослужбовця підрозділу ТРО «Азов-Київ», а згодом 3-ї окремої штурмової бригади Збройних сил України Дениса Бабія на псевдо «Трейн»
У березні 2024 року військовий вишкіл та іспит відбувся для учасників «Центурії» в Житомирі, а у серпні 2024 року у Рівному військовослужбовці Національної гвардії України провели військовий вишкіл для учасників «Центурії» серед молоді.
У жовтні 2024 року в Кропивницькому та Івано-Франківську «Центурія» провела благодійні заходи для підтримки 3-ї окремої штурмової бригади, під час яких проводили навчання із домедичної допомоги, складанні зброї та практики ножового бою.
У березні 2025 році члени організації виготовили та встановили у Холодному Ярі біля Гайдамацького ставу скульптурну композицію «Меч Арея» з кортенової сталі як символ «нації воїнів, а не рабів».
За інформацією громадської організації «Центурія», станом на березень 2025 року вона мала у своєму складі понад 40 осередків по Україні.

## Завдання
«Центурія» є групою організованої молоді та новітньою організацією українських націоналістів, що має світоглядні засади Української Державності та Європейської традиції. Вона належна до Азовського руху, вважається складовою і молодіжним крилом 3-ї окремої штурмової бригади Збройних сил України.
Одним з центральних завдань «Центурії» є виховання української молоді та розвиток юнацтва та популяризація здорового способу життя, традиційних сімейних цінностей та українського націоналізму Також серед завдань є підготовка молоді, яка в подальшому стане на захист України.
Серед завдань організації:
- Боротьба з зовнішнім ворогом
- Боротьба з внутрішнім ворогом, що послаблює можливості до опору
- Творення нового покоління українців
- Відповідь на виклики сьогодення[31][5]

## Напрямки діяльності
Організація пропагує ідеї націоналізму і патріотизму серед молоді. Організація займається національно-патріотичним вихованням, військово-спортивною підготовкою та ідеологічною підготовкою. Проводить вишколи для своїх членів, зосереджені на військовій підготовці, фізичній підготовці та витривалості, довогневій підготовці та тактичній медицині, а також націоналістичному вихованні. Вишколи відбуваються в умовах, які наближені до бойових зі смугою перешкод. На тренуваннях вчать тактиці ведення бою, бойовим мистецтвам, боксу, ножовому бою, а в деяких осередках заволодівають керуванню FPV-дронами. Проводяться публічні заходи, під час яких навчають домедичній допомозі, збиранні зброї та ножового бою
Організація відрізняється наявністю дисципліни та ієрархії, подібних до армійських.
Під час вишколів та тренувань залучаються представники 3-ї окремої штурмової бригади Збройних сил України та інших компетентних осіб, а також Національної гвардії України.
Організація займається волонтерською діяльністю, проводить заходи на підтримку 3-й окремої штурмової бригади Збройних сил України, створений благодійний фонд для допомоги цьому підрозділу, проводить збори коштів для інших підрозділів Збройних сил України, у тому числі під час різних фестивалів. Надавали гуманітарну допомогу на Херсонщині влітку 2023 року після підриву греблі Каховської ГЕС
Громадська організація «Центурія» організовує турніри з різних видів спорту — з мініфутболу, фрі-файту, боксу та ножового бою, присвячені пам'яті загиблим захисникам України чи окремим військовослужбовцям, а також встановлювала скульптурні композиції.
Громадська організація «Центурія» та її члени організовували і долучалися до акцій на підтримку всіх українських військовополонених та зниклих безвісти, захисників Маріуполя. Такі акції проходили, зокрема, у Дніпрі, Житомирі, Запоріжжі, Кривому Розі, Тернополі, Хмельницькому, Чернігові, Черкасах, Ковелі. Також члени «Центурії» брали участь в акціях пам'яті під час загальнонаціональної хвилини мовчання.
Також члени організації долучалися до пошуково-рятувальних робіт та допомоги постраждалим після російських обстрілів Павлограда та Сум, до допомоги зооволонтерам із Сум, які евакуйовують тварин з прифронтових районів, волонтерили під час публічних заходів.

## Скандали
Вже на початку існування «Центурії» з'явилося відео, яке привернуло увагу ЗМІ, через естетику «під Стародавній Рим». Спікером на представленні організації був Ігор Михайленко, який був на той час керівником «Національних дружин». При цьому об'єднання офіцерів Збройних сил України «Орден CENTURIA», яке існувало на той час, виступило із заявою щодо його не причетності до громадської організації «Центурія» та відсутність з нею будь-чого спільного.
У вересні 2021 року було оприлюднено доповідь Американського інституту Джорджа Вашингтона, у якій йшлося, що в Національній академії Сухопутних військ імені гетьмана Петра Сагайдачного існує щонайменше з 2018 року осередок ультраправої організації «Centuria», і низка членів цієї організації з числа курсантів академії проходили навчання у Великій Британії та Німеччині, служать в підрозділах Збройних сил України, а дехто з членів організації «Centuria» проводив лекції для курсантів Національної академії Сухопутних військ лекції на тему «Гордість Нації». Автори доповіді пов'язали згадану ними організацію «Centuria» з Азовським рухом, який низка законодавців США у своїх зверненнях до Державного департаменту США закликали визнати іноземною терористичною організацією. Українське видання «Фокус» зауважило, що в Україні існує дві організації під назвою «Центурія», і в доповіді йдеться не про громадську організацію «Центурія», належну до Азовського руху, а іншу організацію з назвою «Centuria», інформація про яку в публічному доступі відсутня.
У січні 2025 року в ЗМІ була оприлюднена інформація, що начальник Управління Служби безпеки України в Чернігівській області Олексій Лях надіслав листа до Чернігівської обласної військової адміністрації з інформацією про низку молодіжних рухів, які підозрюються в «підривній діяльності». У цьому переліку була згадана громадська організація «Центурія» разом з іншими націоналістичними організаціями, серед яких «Традиція і порядок», «Права Молодь», «Гонор». Начальник рекрутингу 3-ї окремої штурмової бригади Дмитро Кухарчук заявив, що Олексій Лях у своєму листі назвав «Центурію» організацією «радикального спрямування», яку використовує Росія, та звинуватив його, що він «зрадник України, який відтворює російські наративи».

## Відомі члени організації
- Ігор Михайленко — засновник та голова організація[10]
- Олег Галайко — голова осередку в Івано-Франківську[28]
- Максим Фролов — в.о. командира Вінницького обласного осередку[27].
- Денис «Трейн» Бабій — один з лідерів організації у Вінниці, загинув 21 квітня 2023 року під м. Бахмут, Донецької області[27][55]
- Назарій «Грінка» Гринцевич (загинув 6 травня 2024 року у Серебрянському лісі)[56]
- Ілля Остапенко (загинув у квітні 2024 року на Харківському напрямку)[57]